# Philander deltae
Philander deltae e вид опосум от семейство Didelphidae. Видът обитава ареал с големина едва около 20 хил.km2 в района на делтата на река Ориноко във Венецуела на надморска височина едва 15 - 25 m. Открит е, през 2006 г. Обитава вечно наводнени или сезонно наводняеми гори в близост до делтата на Ориноко и около нея. Космената покривка по гърба е сива, а по корема постепенно преминава в кремава. Ушите са оцветени само по ръба, а петната над очите са малки, а тези зад ушите са малки и незабележими